# قهیج بالا
قهیج بالا یکی از روستاهای شهرستان شاهرود در استان سمنان ایران است.
این روستا در دهستان خرقان در بخش بسطام جای دارد. جمعیت روستای قهیج بالا بر پایه نتایج سرشماری سال ۱۳۸۵ برابر با ۲۰۴ نفر (۵۷ خانوار) بوده است.